# Arroz con albóndigas

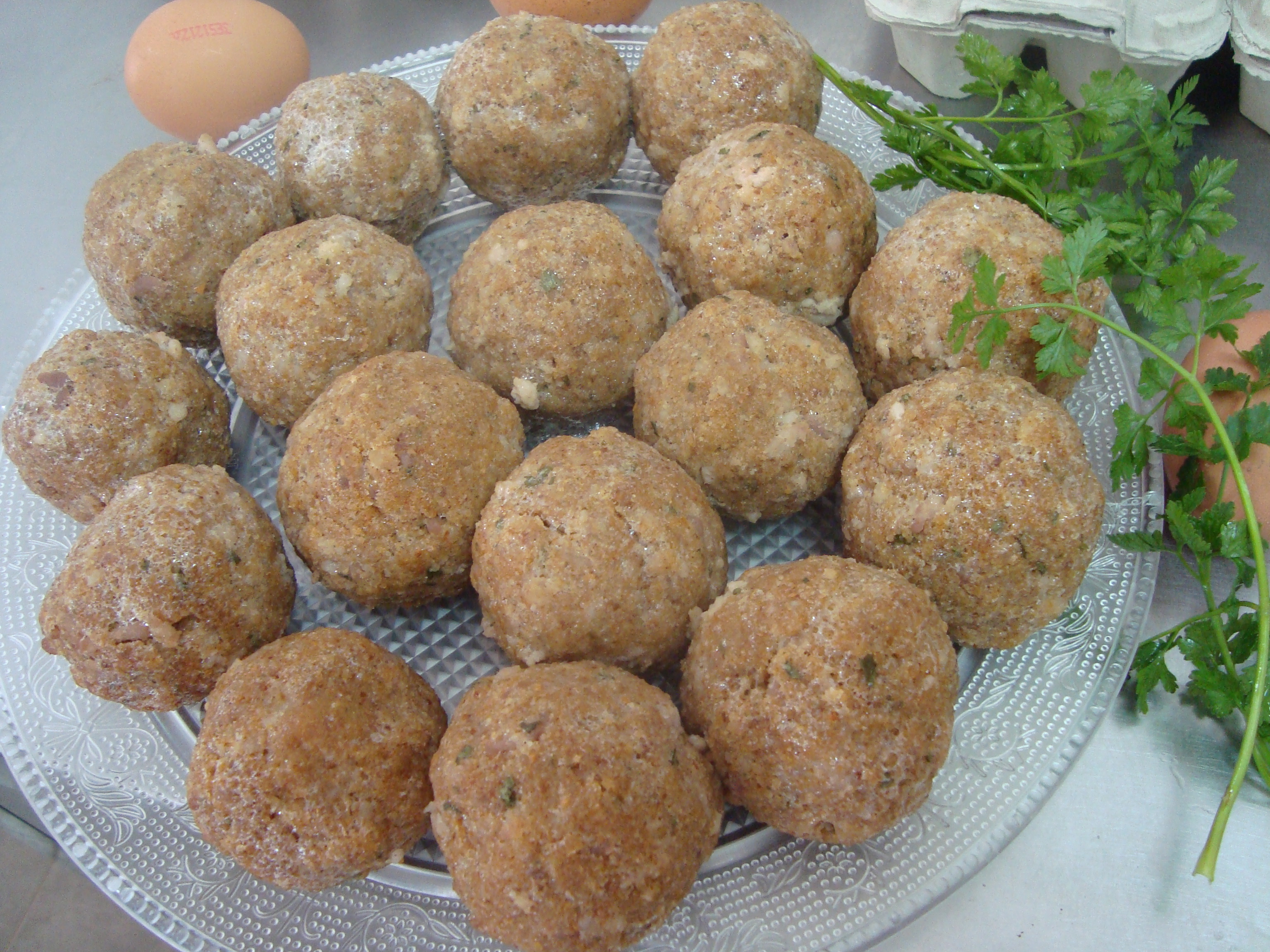
Pelotas de carne para la paella de Carnaval (Torreblanca)

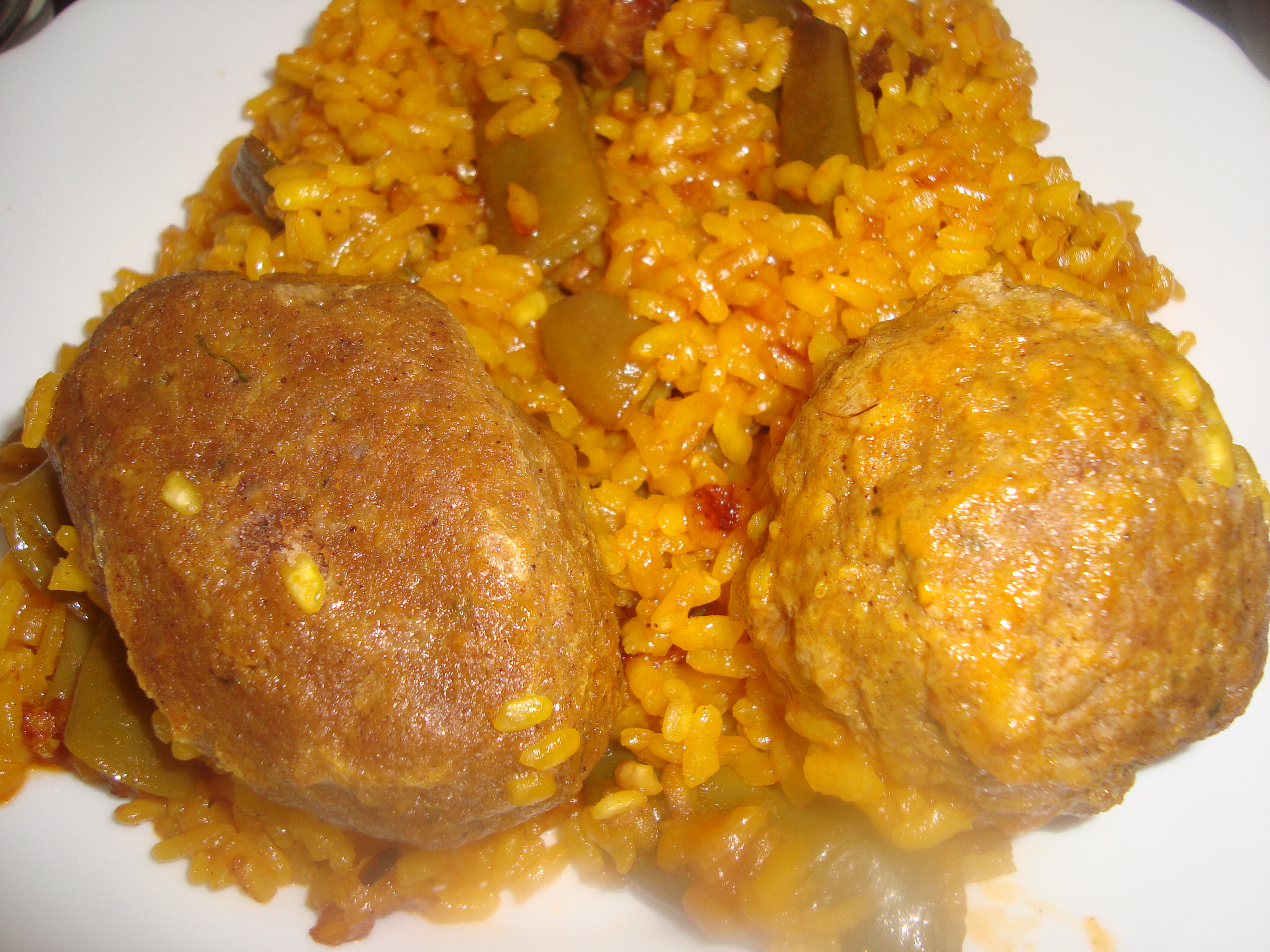
Plato de paella con pelotas dulce y salada. Gastronomía deTorreblanca

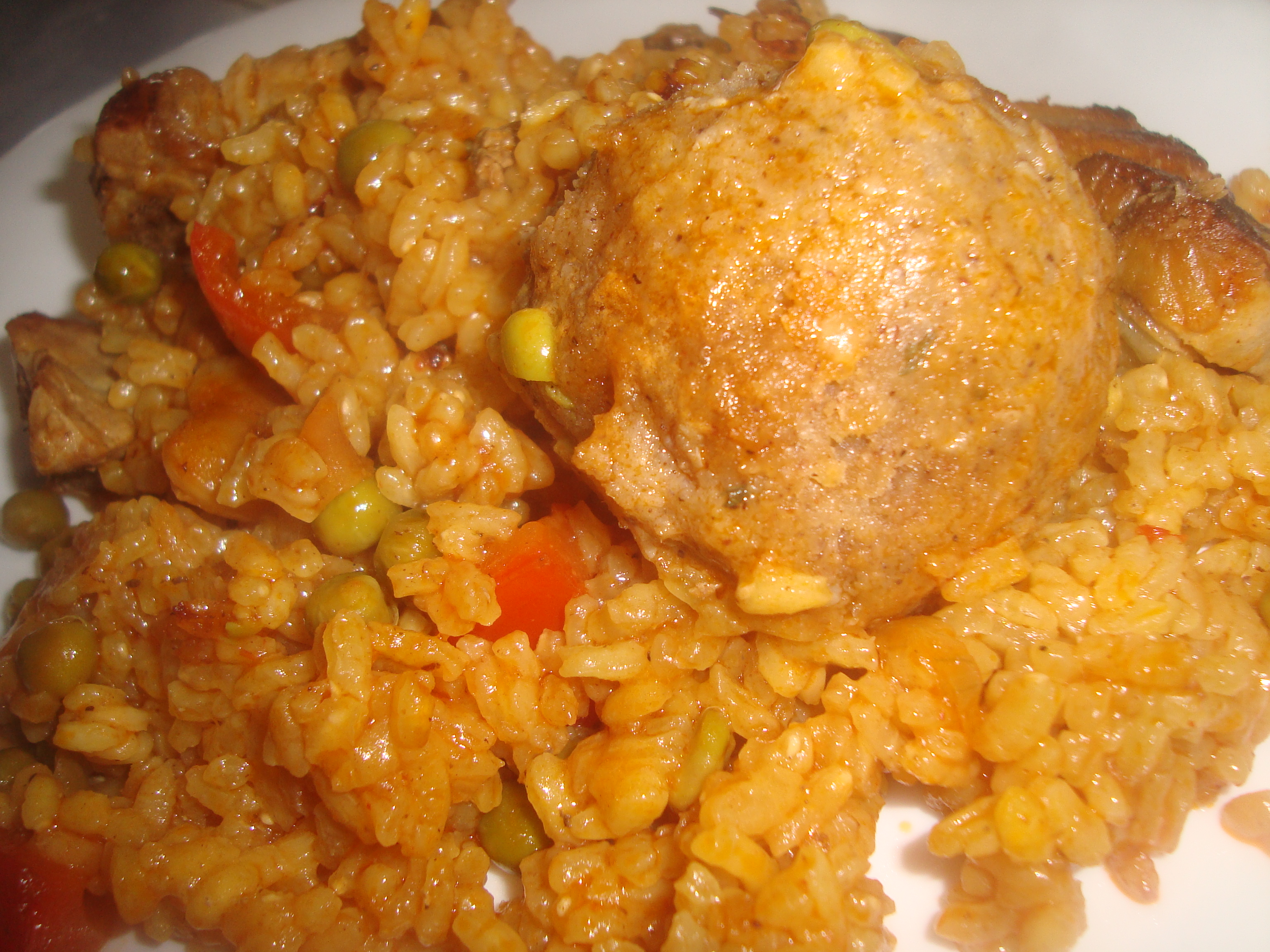
Arroz con pelota de Carnaval (Castellón).

El arroz con albóndigas (en valenciano Arròs amb pilotes) es una preparación de arroz y acompañada de albóndigas que es típica de la provincia de Castellón. Las preparaciones de arroz suelen diferir en distintas partes de la Comunidad Valenciana, pueden ir desde la preparación de un guiso de arroz con diversos ingredientes hasta la combinación de las albódigas con una paella.

## Variantes
Por regla general las albódigas se elaboran de carne picada de cerdo o vacuno (e incluso de mezcla). En el municipio de Castellón de Adzaneta es una variante de arroz con albóndigas que se mezcla con la elaboración de las paella: "paella con albóndigas". Existen arroces al horno que se preparan con albóndigas: Arrós al forn amb pilotes. El Putxero amb pilotes (el puchero de albóndigas) en el que las albóndigas se envuelven en hojas de col.